# Котюжани (село)
Котюжани́ —  село в Україні, у Мурованокуриловецькій селищній громаді Могилів-Подільського району Вінницької області.

## Географія
Розташоване поряд з трасою Муровані-Курилівці — Вінниця на берегах річки Лядови.

## Герб
Щит підвищено напівртятий і перетятий лазуровим, червоним і зеленим. У першій частині золоте усміхнене сонце з шістнадцятьма такими ж променями, прямими і полум'яними поперемінно. У другій частині срібний розширений хрест, поверх якого щиток: у лазуровому полі срібний півмісяць вліво. У третій частині співобернені срібний повсталий кінь із золотими гривою і хвостом і чорними копитами і чорний повсталий бик, що тримають срібний мурований чорний водяний млин із золотим дахом, золотим водяним колесом і з лазуровими вікнами.

## Історія
Село Котюжани, що є наступником міста Котюги зруйнованого монголо-татарами. Офіційна дата заснування села 1450 рік.
7 (20) листопада 1917 року, відповідно до Третього Універсалу Української Центральної Ради, увійшло до складу Української Народної Республіки.
12 червня 2020 року, відповідно до Розпорядження Кабінету Міністрів України № 707-р «Про визначення адміністративних центрів та затвердження територій територіальних громад Вінницької області», увійшло до складу Мурованокуриловецької селищної громади.
19 липня 2020 року, в результаті адміністративно-територіальної реформи та ліквідації Мурованокуриловецького району, село увійшло до складу новоутвореного Могилів-Подільського району.

### Палац у селі
Цікаві Котюжани колишнім палацом Євгенії Ценіної, в якому нині розміщений дитячий інтернат.

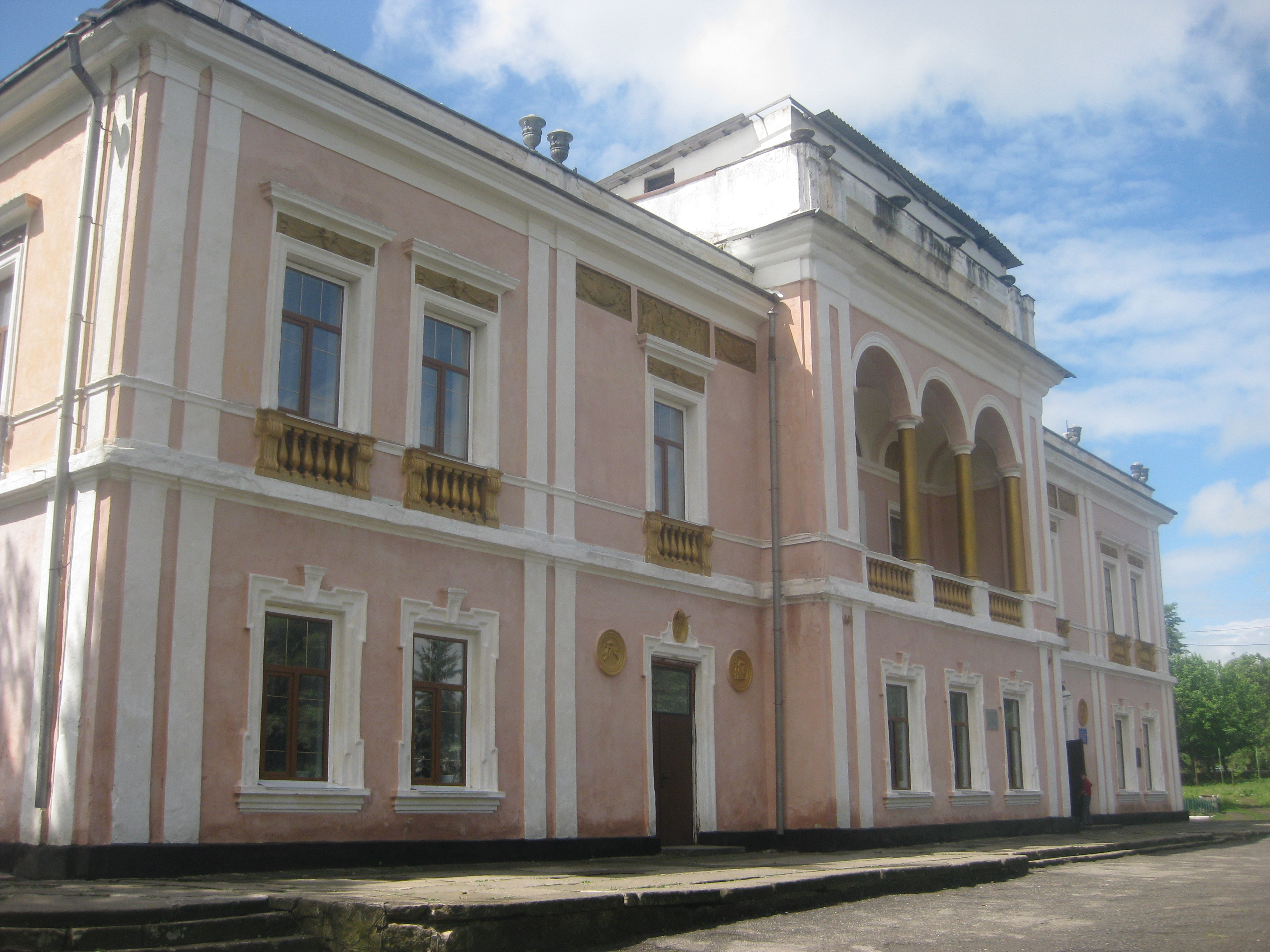
Палац Е.Ценіної поч. 20 ст.

У Котюжанах спочатку була одноповерхова садиба, яку побудували за попередніх власників маєтку Дєржків у 1885 році. У кінці 1880-х років місцеву садибу придбав відставний дійсний статський радник, помічник генерал-губернатора (якого в інтернет-виданнях згадують як царського генерала), син майора Іван Дмитрович Ценін (належав до поміщиків Рязанської губернії). Невідома точна дата смерті Івана Ценіна, ймовірно це сталось до 1909 року, як свідчать деякі архівні документи. У 1910 році, під час селянських заворушень, стару садибу спалили.
Вдова дійсного статського радника Євгенія Миколаївна Ценіна у 1912 році відбудовує спалений палац. У реєстрах архітектурних пам'яток палац фігурує під назвою «садиба Ценіної». Автором проєкту був відомий петербурзький архітектор Оскар Рудольфович Мунц. Ймовірно, перший поверх спаленої садиби залишився старим, а Мунц зробив лише надбудови другого поверху, інтер'єрні роботи та впорядкування фасадів. У путівнику «По восточному Подолью» Дмитро Малаков пише: «План залишився колишнім, але вигляд будинку знайшов нові риси, у повній відповідності зі стилем епохи. У центрі симетрично вирішеного фасаду на другому поверсі з'явилася ренесансна аркадна лоджія, завершена аттиком з декоративними вазами по краях. Такі ж вази фіксують кути і виступи будинку. У простінках — спарені лопатки, перебиті міжповерховим пояском; складні барочні наличники вікон на першому поверсі, ще більш вишукані з псевдобалкончиками — на другому; рельєфні вставки на міфологічні сюжети, ліпні тондо з ледь розрізнюваними за нашаруванням побілки пухкенькими купідонами. П-подібний план створив малюсінький курдокер з чашею фонтана. На фасаді — ліпні вставки з міфологічними сценами, ніша, де колись, можливо, розміщувалась скульптура. Інтер'єри цілком оновлені.
Варто віддати належне зодчому, який наймінімальнішими засобами надав будинку помпезний вигляд, якщо врахувати рівний майданчик забудови і низький цоколь. Спочатку будівлю пофарбували у два тони. Стилістично Котюжанський палац близький відомому Лівадійському палацу, побудованому в ті ж роки й у тім же стилі».
За радянських часів садиба була передана під дитячий інтернат, що власне і врятувало її від руйнування. Зберігся парк, який хоч і втратив багато зі своєї первісної краси, але все ще справляє дуже приємне враження. Збереглися декілька деталей оформлення парку, такі як камінний стіл.
Парк-пам'ятка садово-паркового мистецтва «Вікторія» є об'єктом природно-заповідного фонду місцевого значення.
Дмитро Малаков писав: «Старий фруктовий сад й обширний парк спускаються до Лядової. Місцевість цілковито казкова, неначе призначена для пейзажного парку. М'який скат переходить в байрак — крутий, урвищний, одягнений камінням й густим чагарником. Всюди б'ють джерела з дивної чистоти смачною водою. Над шумним водограєм височіє, спираючись на скелю, романтичний трирочний міст-віадук, з котрого видно каньйон, куди спадають води річки — притоки Лядови, здається ще глибшим, таємничішим — весь в зелені, цівках потічків, у невгамовному пташиному щебетанні».
Згадуваний Малаковим міст побудований на початку XX століття, за володіння маєтком подружжя Ценіних.
Крім садиби, парку та мосту в Котюжанах вартий уваги також місцевий будинок культури. Він перебудований зі споруди колишнього католицького костьолу.
Ще в селі є православна церква, вона відносно молода, хоча дзвіниця коло неї датується XIX століттям. Стара дерев'яна церква (1700 року) згоріла  в 1980-х роках.

## Населення
Населення становить 995 осіб.

### Мова
Розподіл населення за рідною мовою за даними перепису 2001 року:
| Мова       | Відсоток |
| ---------- | -------- |
| українська | 98,89%   |
| російська  | 1,11%    |

## Персоналії
- Коноваленко Тетяна Ігорівна (1984—2018) — поетеса, член Національної спілки письменників України
- Мельник Олег Петрович — почесний громадянин села, академік АН Вищої школи України
- Шалак Оксана Іванівна — поетеса, член Національної спілки письменників України, фольклористика, науковець, лауреат премії Михайла Коцюбинського, закінчила Котюжанівську школу.

## Галерея

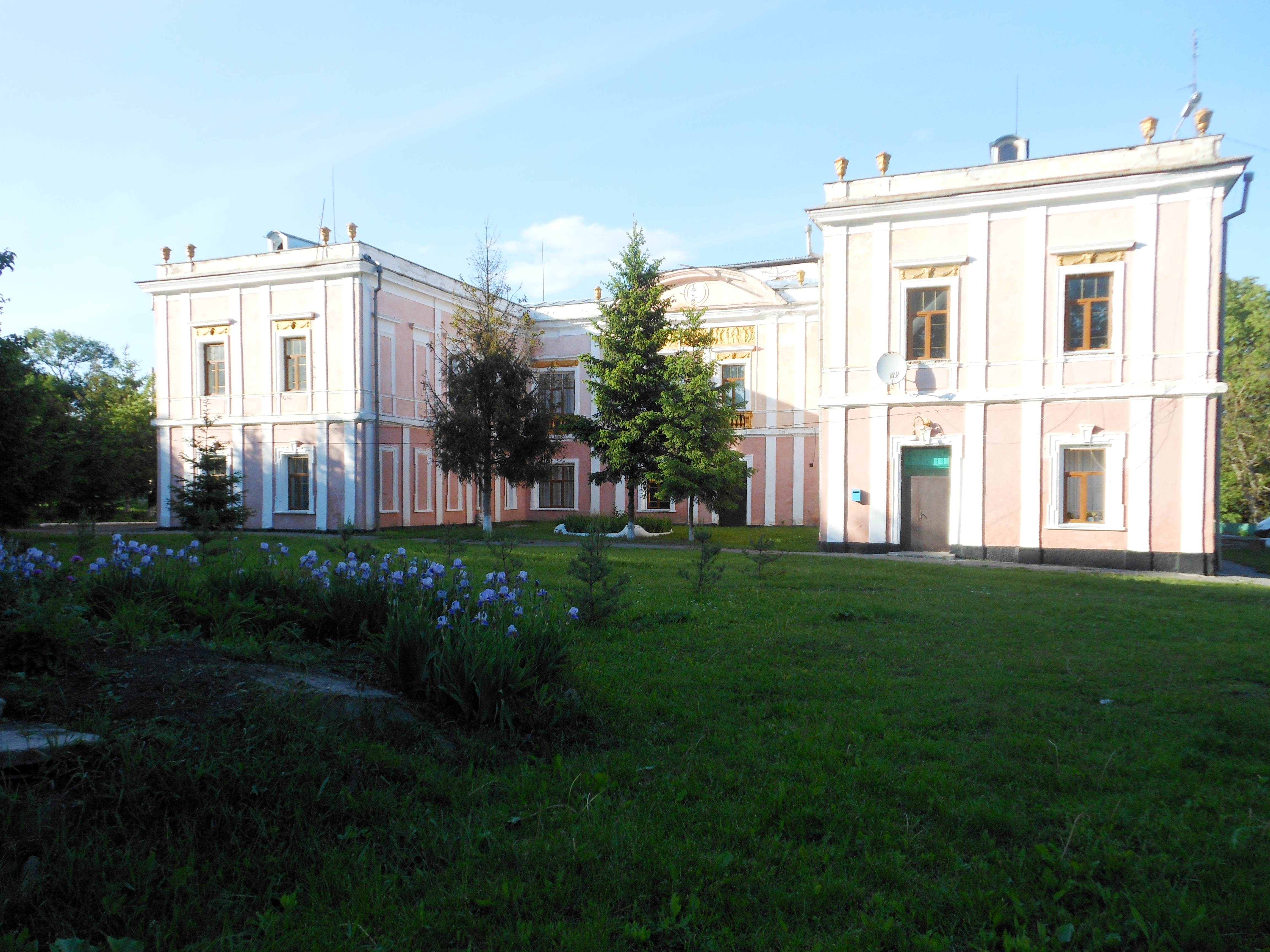
Палац Є. Ценіної
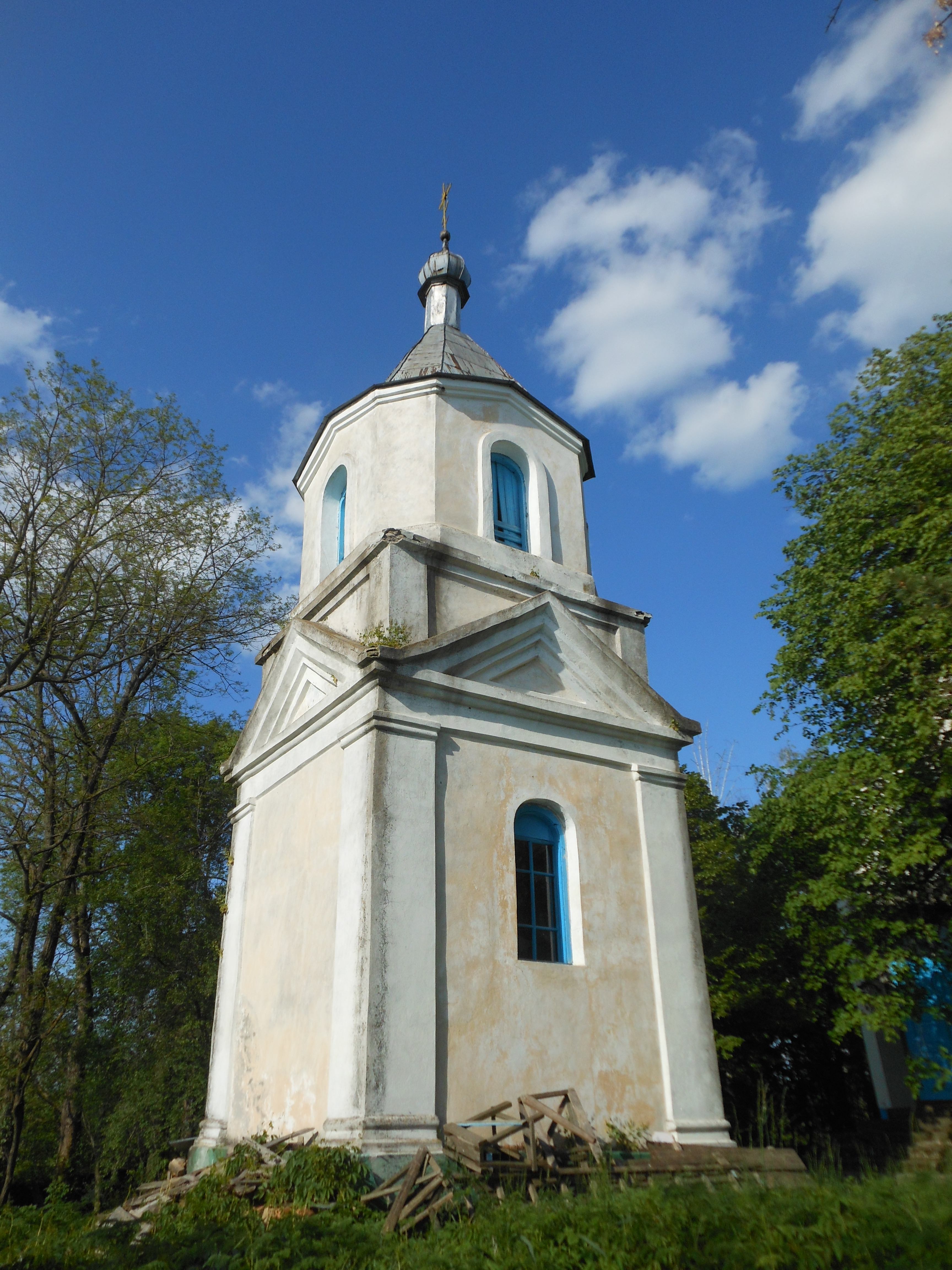
Дзвіниця Миколаївської церкви XIX ст.
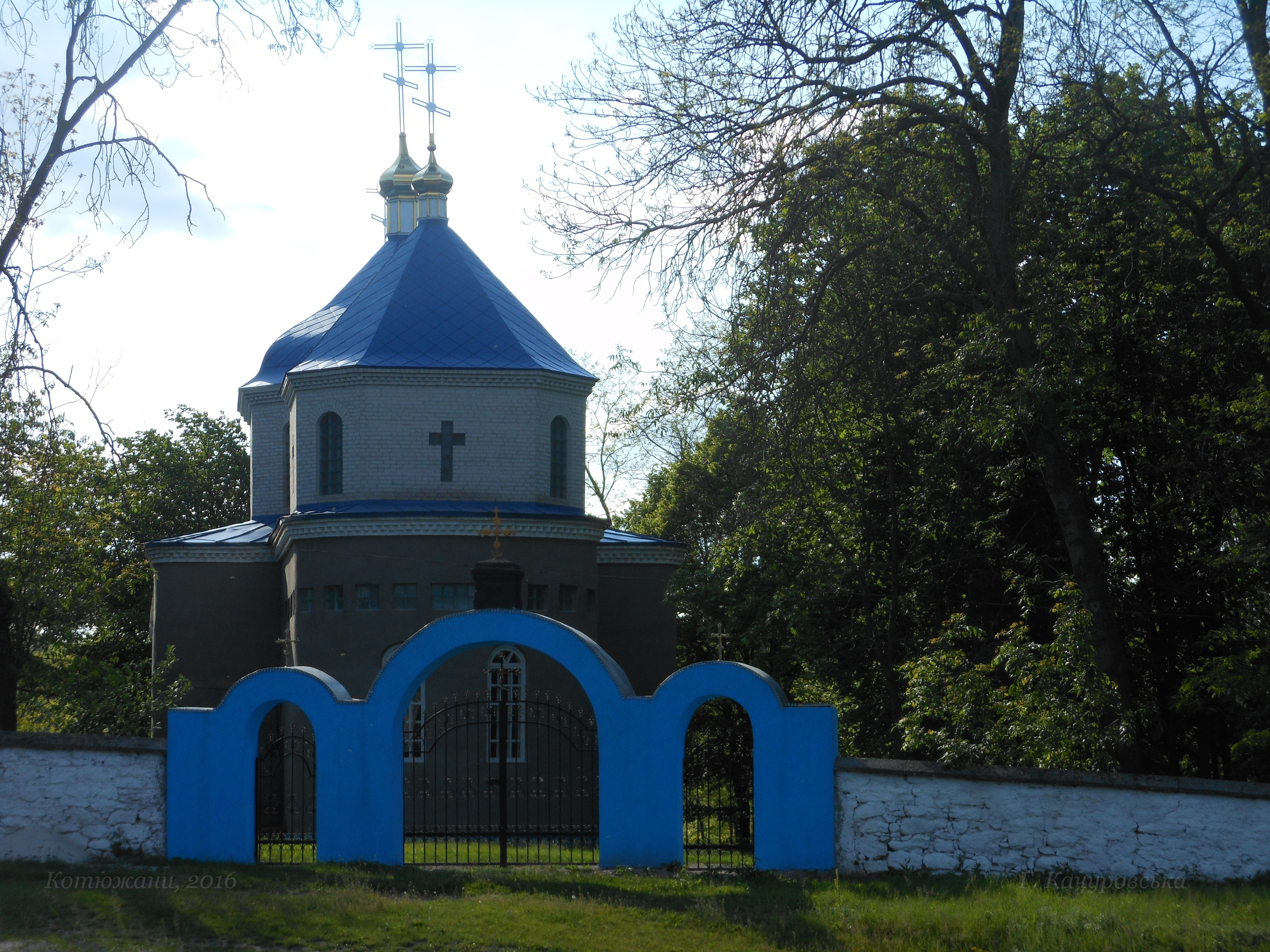
Свято-Миколаївська церква, 1990 р.